# Legião (demónio)

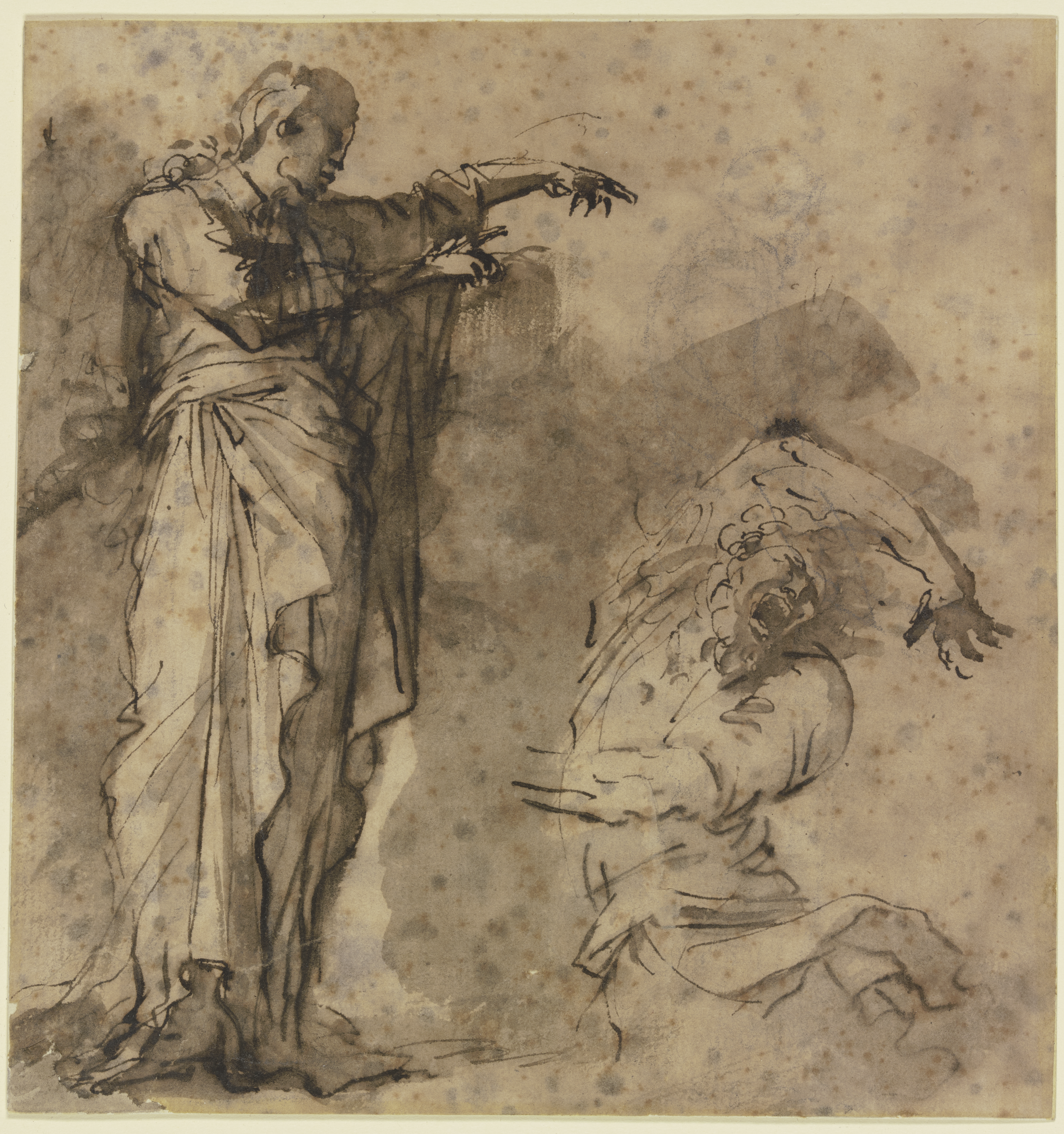
Jesus exorcizando o geraseno.

Legião foi o demônio que possuía um (segundo Marcos e Lucas) ou dois (segundo Mateus) homens e que passou a habitar uma vara de porcos após o encontro com Jesus Cristo na região ao Leste do Mar da Galileia (veja Jesus exorcizando o geraseno).
A palavra "legião" pode também ser usada como um substantivo coletivo para anjos, anjos caídos e demônios.

## Legião na Mídia
- Na Marvel Comics: O filho de Charles Xavier, David Haller, se intitula "Legião".
- No filme do Motoqueiro Fantasma: Coração Negro, após possuir as 6000 almas, evolui para se chamar "Legião".
- No jogo eletrônico Mass Effect 2, um RPG desenvolvido pela BioWare e publicado pela Electronic Arts, Legião é um dos personagens, um robot Geth.
- No livro It: A Coisa, de Stephen King, muitas vezes a criatura identifica-se como "Legião"